# Gád (név)
A Gád egy név, amely lehet keresztnév és vezetéknév is.

## Keresztnévként
- Gad Elbaz (1982), izraeli énekes
- Gad Granach (1915–2011), német író
- Gad Yaacobi (1935-2007), izraeli politikus

## Vezetéknévként
- Josh Gad (1981), amerikai színész

## A Bibliában
A Bibliában személynév (héber boldogság, szerencse).
A név két helységnévben is föllelhető: 
- pl. Józs 11,17: Baal-Gad;
- 15,37: Migdal-Gad

és része több személynévnek (Gaddi, Gaddiel, Azgad).